# Елмо (Монтана)
Елмо (англ. Elmo) — переписна місцевість (CDP) в США, в окрузі Лейк штату Монтана. Населення — 244 особи (2020).

## Географія
Елмо розташоване за координатами 47°49′44″ пн. ш. 114°20′55″ зх. д. / 47.82889° пн. ш. 114.34861° зх. д. (47.828847, -114.348573).  За даними Бюро перепису населення США в 2010 році переписна місцевість мала площу 0,81 км², уся площа — суходіл.

## Демографія
Згідно з переписом 2010 року, у переписній місцевості мешкало 180 осіб у 73 домогосподарствах у складі 47 родин. Густота населення становила 222 особи/км².  Було 100 помешкань (124/км²).
Расовий склад населення:
| - 74,4 % — корінних американців - 22,8 % — білих - 0,6 % — азіатів |

До двох чи більше рас належало 2,2 %. Частка іспаномовних становила 1,7 % від усіх жителів.
За віковим діапазоном населення розподілялося таким чином: 24,4 % — особи молодші 18 років, 64,5 % — особи у віці 18—64 років, 11,1 % — особи у віці 65 років та старші. Медіана віку мешканця становила 36,8 року. На 100 осіб жіночої статі у переписній місцевості припадало 89,5 чоловіків;  на 100 жінок у віці від 18 років та старших — 88,9 чоловіків також старших 18 років.
Середній дохід на одне домашнє господарство  становив 61 653 долари США (медіана — 25 577), а середній дохід на одну сім'ю — 68 000 доларів (медіана — 22 150). За межею бідності перебувало 15,4 % осіб, у тому числі 0,0 % дітей у віці до 18 років та 45,2 % осіб у віці 65 років та старших.
Цивільне працевлаштоване населення становило 83 особи. Основні галузі зайнятості: виробництво — 31,3 %, роздрібна торгівля — 15,7 %, освіта, охорона здоров'я та соціальна допомога — 13,3 %.